# Bodroghalom
Bodroghalom, 1927-ig Luka település Borsod-Abaúj-Zemplén vármegye Cigándi járásában.

## Fekvése
A Bodrogköz szívében fekszik, Miskolctól közúton mintegy 93 kilométerre keletre, Sátoraljaújhelytől 15 kilométerre délkeletre, Sárospataktól pedig 18 kilométerre keletre.
A szomszédos települések: észak felől Alsóberecki, északkelet felől Karos, dél felől Tiszakarád, nyugat felől pedig Vajdácska. Közigazgatási területének délkeleti csücske táján egy rövid szakaszon érintkezik Karcsa, délnyugaton pedig hasonló módon Sárospatak határszélével is.

### Megközelítése
A település északi határszélén végighalad a Sátoraljaújhely-Cigánd-Kisvárda között húzódó, a 37-es és 4-es főutakat összekötő 381-es főút, ez a legfontosabb közúti elérési útvonala az említett városok és főutak mindegyike felől. Központján viszont csak a 3806-os út halad végig, mely a 381-esből dél felé kiágazva Tiszakarád külterületeiig húzódik. A környező települések közül Vajdácskával a 3805-ös út köti össze. Déli határszélét egy egészen rövid szakaszon érinti még a Sárospatak-Cigánd közti 3814-es út is.

## Története

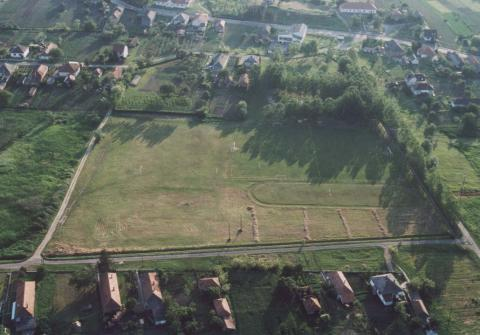

A község első írásos említése 1358-ból való, a régészeti ásatások azonban sokkal régebbi korokról árulkodnak. Az 1970-es években kelta kori temetőt tártak fel a községben a miskolci Herman Ottó Múzeum munkatársai. A millennium évében pedig 28 honfoglaláskori sírra bukkantak, melyek leleteit a Nemzeti Múzeumban az Év szerzeményei kiállításon mutatták be 2001-ben. A település birtoktörténete meglehetősen egyszerű, mert a vizektől elzárt, főleg pákászattal és állattenyésztéssel foglalkozó falu nem tartozott a legjövedelmezőbb birtokok közé. A Lukay, majd Bocskai, végül a Vécsey család tulajdona. A falut 1927-ig egykori birtokosai után Lukának hívták, akkor azonban, a Bodrogköz homokbuckáira való utalással felvette a Bodroghalom nevet.

## Közélete

### Polgármesterei
- 1990–1994: Perecsényi Mihály (független)[3]
- 1994–1998: Perecsényi Mihály (független)[4]
- 1998–2002: Perecsényi Mihály (független)[5]
- 2002–2006: Perecsényi Mihály (független)[6]
- 2006–2010: Varga János Lajos (független)[7]
- 2010–2014: Varga János Lajos (független)[8]
- 2014–2019: Zelenák Gábor (független)[9]
- 2019–2024: Varga Balázs (független)[10]
- 2024– : Varga Balázs (független)[1]

## Népesség
A település népességének változása:
| Lakosok száma | 1384 | 1372 | 1358 | 1208 | 1184 | 1201 | 1158 |
|               | 2013 | 2014 | 2015 | 2021 | 2022 | 2023 | 2024 |

2001-ben a településen a lakosságnak 95%-át magyar, az 5%-át cigány nemzetiségű emberek alkották.
A 2011-es népszámlálás során a lakosok 86,5%-a magyarnak, 7,7% cigánynak mondta magát (13,1% nem nyilatkozott; a kettős identitások miatt a végösszeg nagyobb lehet 100%-nál). A vallási megoszlás a következő volt: római katolikus 22,2%, református 24,8%, görögkatolikus 17,9%, felekezeten kívüli 7,1% (26,5% nem válaszolt).
2022-ben a lakosság 92,3%-a vallotta magát magyarnak, 8,2% cigánynak, 0,9% románnak, 0,2% németnek, 0,1% ukránnak, 0,1% szlovénnek, 0,4% egyéb, nem hazai nemzetiségűnek (7,6% nem nyilatkozott; a kettős identitások miatt a végösszeg nagyobb lehet 100%-nál). Vallásuk szerint 16,1% volt római katolikus, 23,5% református, 13,9% görög katolikus, 0,9% egyéb keresztény, 0,1% evangélikus, 11,3% felekezeten kívüli (34% nem válaszolt).

## Környező települések
Alsóberecki (7 km), Karos (8 km), Vajdácska (8 km), a legközelebbi város: Sátoraljaújhely (15 km).

## Híres bodroghalmiak
- Gáli István (1943–2020) Európa-bajnoki bronzérmes ökölvívó